# Ruaridh Mollica
Ruaridh Silvio James MacGillivray-Mollica, född i Prato, Italien, är en brittisk-italiensk skådespelare och regissör.

## Biografi
Ruaridh Mollicas far är italienare och hans mor är av skotsk börd. 2021 tog han sin kandidatexamen i datavetenskap från Heriot-Watt University. Han avslutade sina akademiska studier när han fick en roll i TV-serien Red Rose. Han har även medverkat i TV-serien Witness Number 3 där han spelar Po, en av de större rollerna. I filmen Sebastian spelar han huvudrollen som journalisten Max.

## Filmografi (i urval)
- 2022 – Red Rose (TV-serie)
- 2022 – Witness Number 3 (TV-serie)
- 2024 – Sebastian